# Piermaria Siciliano
Piermaria Siciliano (Catania, Italia, 27 de junio de 1974) es un nadador retirado especializado en pruebas de estilo libre. Ganó una medalla de bronce durante el Campeonato Europeo de Natación de 1995 en 4x200 metros libres.
Representó a Italia en los Juegos Olímpicos de Barcelona 1992 y Atlanta 1996.

## Palmarés internacional
| Campeonato Europeo de Natación | Campeonato Europeo de Natación | Campeonato Europeo de Natación | Campeonato Europeo de Natación |
| Año                            | Lugar                          | Medalla                        | Prueba                         |
| ------------------------------ | ------------------------------ | ------------------------------ | ------------------------------ |
| 1995                           | Viena ( Austria)               | Medalla de bronce              | 4 × 200 m libre                |